# James Cooke Brown
Pour les articles homonymes, voir Brown.
Cet article possède un paronyme, voir James Brown.
Dr. James Cooke Brown (21 juillet 1921 - 13 février 2000) est un sociologue et écrivain de science-fiction. Il est renommé pour avoir créé le langage Loglan.

## Biographie
En 1952, il devient docteur en sociologie, statistiques et philosophie. 
Il meurt en Argentine, lors d'une croisière avec sa femme à l'âge de 78 ans.
Lui sont aussi attribués :
- la création du jeu Careers de l'éditeur Parker Brothers
- de nombreuses nouvelles de science-fiction comme The Troika Incident